# 东京饭店

Tokio Hotel，是来自德国马格德堡，於2005年迅速成名的摇滚乐队，現時是欧美一線樂隊。樂團也有進軍亞洲的意向，在2009年開始到日本、台灣、馬來西亞等地表演。樂團的成員分别是27岁的双胞胎主唱比尔与吉他手汤姆、鼓手古斯塔夫和貝斯手的乔治。

## 成員
Bill Kaulitz (主唱)
生日：1989/9/1
星座：處女座
出生地：德國萊比錫
身高：190CM
與Tom Kaulitz為雙胞胎兄弟，比他遲十分鐘出世，為弟弟。
於2016年以BILLY的名義發行個人單曲Love Don't Break Me 及EP I'm Not OK
Tom Kaulitz (吉他手)
生日：1989/9/1
星座：處女座
出生地：德國萊比錫
身高：188CM
與Bill Kaulitz為雙胞胎兄弟，比他早十分鐘出世，為哥哥。
他们看起来不大像，主要是造型和化妆的缘故，实际上他们是同卵双胞胎，几乎长得一样。
Georg Listing(貝斯手)
生日：1987/3/31
星座：牡羊座
出生地：德國哈雷
身高：177CM
Gustav Schafer (鼓手)
生日：1988/9/8
星座：處女座
出生地：德國馬德堡
身高：168CM

## 乐队历史
Tokio Hotel 在2005年8月15日出道。乐队到目前为止已经存在10年左右了（13~23）。在他们出道之前，乐队的名字叫做DEⅥLISH，签约索尼。之后他们签约环球公司，更名为TOKIO HOTEL。
2005年9月19日作为TOKIO HOTEL发行了第一张专集（尖叫），整张专辑主唱BILL的音色还是极具爆发力的童声，给人耳目一新之感.拿下无数音乐大奖，震惊德国乃至整个欧美音乐界。
2007年发行的《zimmer 483》（《room 483》）Durch den Monson的英文版Monsoon一如其名，如季风一般席卷整个欧洲，而演绎MONSOON的不再是童音，是变声期结束后BILL独特的性感音色.TH，真真正正成为了在欧洲美洲也家喻户晓的德国乐队。
2008年，他们推出英文专辑『Scream』抢进美国本土，登陆告示牌排行榜。
2009年10月，他们推出了酝酿两年的大碟《Humanoid》。专辑分别发行德语和英语版本，创造德国不败的连三冠纪录，并在全球10个国家创下白金/金唱片销量，Tokio Hotel立下偶像实力团体不断进化再进化的典范。
2010年随著『Humanoid』专辑问世，Tokio Hotel同时展开「Welcome To The Humanoid City」世界巡迴演唱会，36场巡演仅有2场在德国本土举行。之后他们将2010年4月意大大利米兰场次的精彩实况录制成《Humanoid City Live》现场精选辑，该DVD在2010年7月于18个国家发行，并在7个国家位列榜首。

## 社會影響
有人認為，乐團的音乐在市场上的成功是主要由商业化手法而带动，如自己的杂志等，不過無可否認的是，樂團帶來多種影響，如樂團的歌曲在法国被广为传唱。
Tokio Hotel 被称为德国文化在法国的代言人，并引发了法国青少年学习德语的狂潮，而在法国的巡演中，门票更在两天内就全部销售一空，如此狂热的现象在法國中是自披頭四乐队后从未有过。
Tokio Hotel迅速走红甚至引起了社会学家的兴趣，还出版了一本专门有关他们的学术著作“东京旅馆海啸”。书中分析到，这支年轻的乐队之所以迅速走红，是因为Tokio Hotel 包含了多元化的流行因素。
他们身上所反映出的符号，几乎来源于各类青年群体。主唱比尔（Bill Kaulitz）女性化却又帅气无比的造型对女孩子很有亲和力。他的衣着和化妆有明显的日本风格，又融合了哥特和硬摇滚的元素。汤姆（Tom Kaulitz）的发辫和肥大牛仔裤又吸引了一部分嘻哈歌迷。
法国少年杂志“明星俱乐部”的主编费得瑞斯（Jean-Christophe Federici）说：Tokio Hotel 的歌曲是年轻人之间通过他们自己的语言所进行的对话。她每天都会收到200封Tokio Hotel歌迷的来信，他的杂志也从Tokio Hotel的巨大成功中获益匪浅，杂志销量有了明显增长。
法国针对少年歌迷的乐队比较少，有的太高深、有的太愤世嫉俗，这些都是这些十几岁的少年无法理解的。Tokio Hotel的横空出世恰好填补了这一空缺。歌德的《少年维特之烦恼》带给法国的震撼已经远去，而新一代的德国潮从未停息。

## 專輯
Schrei (2005)
Zimmer 483 (2007)
Scream (2007)
Humanoid (2009)
Kings Of Suburbia (2014)
Dream Machine(2017)

## 來源
1. ↑  Elke Buhr for Frankfurter Rundschau. "As if" eroticism （页面存档备份，存于）. 2007年2月22日
2. ↑  ABC - Tokio Hotel: The Latest German Export （页面存档备份，存于）
3. ↑  MTV Artist View （页面存档备份，存于）http://www.dw-world.de/dw/article/0,2144,3626595,00.html （页面存档备份，存于）
4. ↑  .   [2009-09-18]. （原始内容存档于2009-02-24）.
5. ↑  .   [2009-09-18]. （原始内容存档于2009-07-01）.
6. ↑  .   [2009-09-18]. （原始内容存档于2009-03-05）.